# 萨满敖包诺尔
萨满敖包诺尔是位于中国内蒙古自治区呼伦贝尔市鄂温克族自治旗辉苏木西北的一个湖泊。其位置约在东经118°50，北纬48°29′。湖面海拔670米，面积约1.4平方公里，该湖系咸水湖。萨满是蒙古语，为敖包名。